# Francisco Pais de Oliveira Horta
Francisco Pais de Oliveira Horta foi um bandeirante paulista.
Filho de Salvador de Oliveira Horta e Antônia Pais de Queirós, casou-se com Mariana Pais Leme, filha de Fernão Dias Paes Leme. Seu pai e outro irmão José eram irmãos do bandeirante Alberto de Oliveira Horta, filhos do sertanista Rafael de Oliveira, o Velho, e Catarina de Figueiredo da Horta.
Silva Leme estuda sua famíila em sua «Genealogia Paulistana», volume IV, pg 315.
Francisco seguiu o sogro em sua grande bandeira de 1674. Descoberto o ouro no sertão dos Cataguazes, ali minerou algum tempo, até voltar rico para São Paulo, morrendo na Parnaíba em 1701. Deixou ilustre descendência em Minas Gerais, os Horta mineiros. Seu filho, Maximiano de Oliveira Leite,  foi Guarda-mor das Minas do Carmo e fidalgo da Casa Real.